# غوستافو روجاس
غوستافو روجاس (بالإسبانية: Gustavo Rojas)‏ (6 فبراير 1988 في كولومبيا - ) هو لاعب كرة قدم كولومبي في مركز الدفاع. لعب مع أتليتيكو هويلا ونادي ميلوناريوس وBogotá F.C. ‏.

## وصلات خارجية
- غوستافو روجاس على موقع قاعدة بيانات كرة القدم.إي يو (الإنجليزية)
- غوستافو روجاس على موقع AS.com (الإسبانية)